# گمینا بژژنگتسا (استان لوبوسکی)
گمینا بژژنگتسا (استان لوبوسکی) (به لهستانی:  Gmina Brzeźnica) یک گمینا در لهستان است که در شهرستان ژاگانی واقع شده‌است.
 گمینا بژژنگتسا ۱۲۲٫۲۳ کیلومتر مربع مساحت و ۳٬۷۴۳ نفر جمعیت دارد.